# 1990 a légi közlekedésben
Ez a lista az 1990-es év légi közlekedéssel kapcsolatos eseményeit tartalmazza.

## Események
- január 25. – New York közelében lezuhan az Avianca 52-es járata, egy Boeing 707 típusú gép. A katasztrófa oka az üzemanyag kifogyása, a halálos áldozatok száma 73.[1]
- január 26. – A hidegháború végével az Amerikai Egyesült Államok Légiereje kivonja az SR–71 Blackbird-öt az aktív szolgálatból. 1995-ben azonban a gépeket újra szolgálatba helyezik, 1997 januárjától ismét bevetéseken vesznek részt, majd 1998-ban véglegesen kivonják a hadrendből.
- június 29. – A kanadai Bombadier Inc. felvásárolja a Learjetet.[2]
- október 2. – Megszűnik a Keletnémet Légierő, a két Németország (NSZK, NDK) feletti légtérvédelmet a Luftwaffe veszi át.
- november 14. – Az Alitalia 404-es Milánóból Zürichbe közlekedő járata lezuhan az Alpokban. A tragédiában mind a 46 fő, aki a gépen tartózkodott, életét vesztette. A katasztrófát egy navigációs műszer meghibásodása, illetve a kapitány rossz döntése okozta, aki nem hallgatott az első tisztjére, mikor az jelentette a hibát.[3]
- december 3. – A Northwest Airlines két járata (1482 és 299-es) összeütközött a Detroit-i repülőtéren a sűrű köd miatt. A tragédiában 8 ember hunyt el, további 10-en megsérültek. [4]

## Első felszállások
- január 10. – McDonnell Douglas MD–11[5]
- október 10. – Learjet 60